# Buitres 10 años
Buitres 10 Años es el primer disco en vivo de la banda uruguaya Buitres Después de la Una, grabado en el recital por los diez años de la banda el 16 de octubre de 1999. 

## Historia
Entre septiembre y octubre de 1998 la banda graba su sexto álbum de estudio Rantifusa, el cual también sería su primer producción independiente, y significaría el renacer de la banda con un cambio en la sonoridad, con canciones de letras más directas y guitarras acústicas, y otras de corte más popular como Cada vez te quiero mas, Ya no saben que decir o la versión punk melódica de Sister of golden hair, titulada Te llevo en el sentimiento. El 14 de noviembre se presentan en vivo en Zorba de Solymar, y el 26 de ese mes se publica el disco, el cual es avalado por la crítica, la prensa más representativa del medio lo calificó como mejor álbum del año (en un 1998 pleno de ediciones en Uruguay). 
 
El 8 de abril de 1999 Rantifusa es presentado oficialmente en Montevideo en el pub Amacord, y en ese mismo mes se publica el videoclip de la canción "Cada vez te quiero mas".
Dado el éxito de Rantifusa sumado a los diez años de la banda, planean una gira por todo el país la cual tiene como punto cúlmine el 16 de octubre en el Teatro de Verano de Montevideo ante 7.000 personas. El recital fue llamado Buitres 10 Años, significó el recital más importante de la banda en su carrera hasta entonces.
De las 42 canciones del recital, 21 fueron grabadas en el primer disco en vivo. La publicación de este el 7 de mayo de 2000 supuso para el grupo el punto más alto de su carrera, siendo el disco más vendido durante los meses de mayo, junio y julio consecutivamente, y una gira de 33 actuaciones a lo largo de todo el país que empezó el 7 de mayo en el Teatro de Verano con Trotsky Vengarán y Attaque 77 como invitados, y finalizó el 14 de noviembre otra vez en el Teatro de Verano, coincidiendo con la publicación del segundo volumen, y en la antesala de la grabación de su séptimo disco de estudio Buena Suerte... Hasta Siempre.

## Lista de canciones
La lista de canciones recorre, básicamente, el repertorio de la banda durante los años noventa, con clásicos del primer disco como No te puedo matar, Azul y La plegaria del cuchillo, junto a éxitos como Ojos rojos, Condenado el corazón y No es una pena; dos canciones "nuevas" de Rantifusa: Retador y Minusa la suerte; cuatro canciones de Los Estómagos: Solo, Frio oscuro, Avril y la versión del tango Cambalache; y la canción de cierre, La pluma eléctrica, del grupo español Kaka de Luxe.

| N.º | Título                     | Duración |  |
| 1.  | «Calaveratur»              | 3:16     |  |
| 2.  | «El deseo»                 | 2:07     |  |
| 3.  | «Lucas Terry»              | 1:51     |  |
| 4.  | «La plegaria del cuchillo» | 3:12     |  |
| 5.  | «El baile del caballo»     | 2:40     |  |
| 6.  | «Todos borrachos»          | 3:37     |  |
| 7.  | «Azul»                     | 3:22     |  |
| 8.  | «Condenado el corazón»     | 4:15     |  |
| 9.  | «Minusa la suerte»         | 5:37     |  |
| 10. | «Retador»                  | 5:01     |  |
| 11. | «La copa»                  | 4:05     |  |
| 12. | «No es una pena»           | 2:18     |  |
| 13. | «Setenta puñales»          | 2:47     |  |
| 14. | «Ojos rojos»               | 3:01     |  |
| 15. | «Solo»                     | 4:16     |  |
| 16. | «Frío oscuro»              | 2:42     |  |
| 17. | «No te puedo matar»        | 3:11     |  |
| 18. | «Cambalache»               | 3:22     |  |
| 19. | «Una noche»                | 2:30     |  |
| 20. | «Avril»                    | 4:19     |  |
| 21. | «La pluma eléctrica»       | 1:17     |  |

## Créditos
Músicos
- Gustavo Parodi: guitarra, voz
- Gabriel Peluffo: voz, armónica
- José Rambao: bajo
- Irvin Carvallo: batería

Músicos invitados
- Javier De Pauli: Teclado
- Mauricio Ortiz: Saxofón

Producción
- Ernesto Musetti – Técnico de grabación
- BDDL1 – Producción artística